# Marman

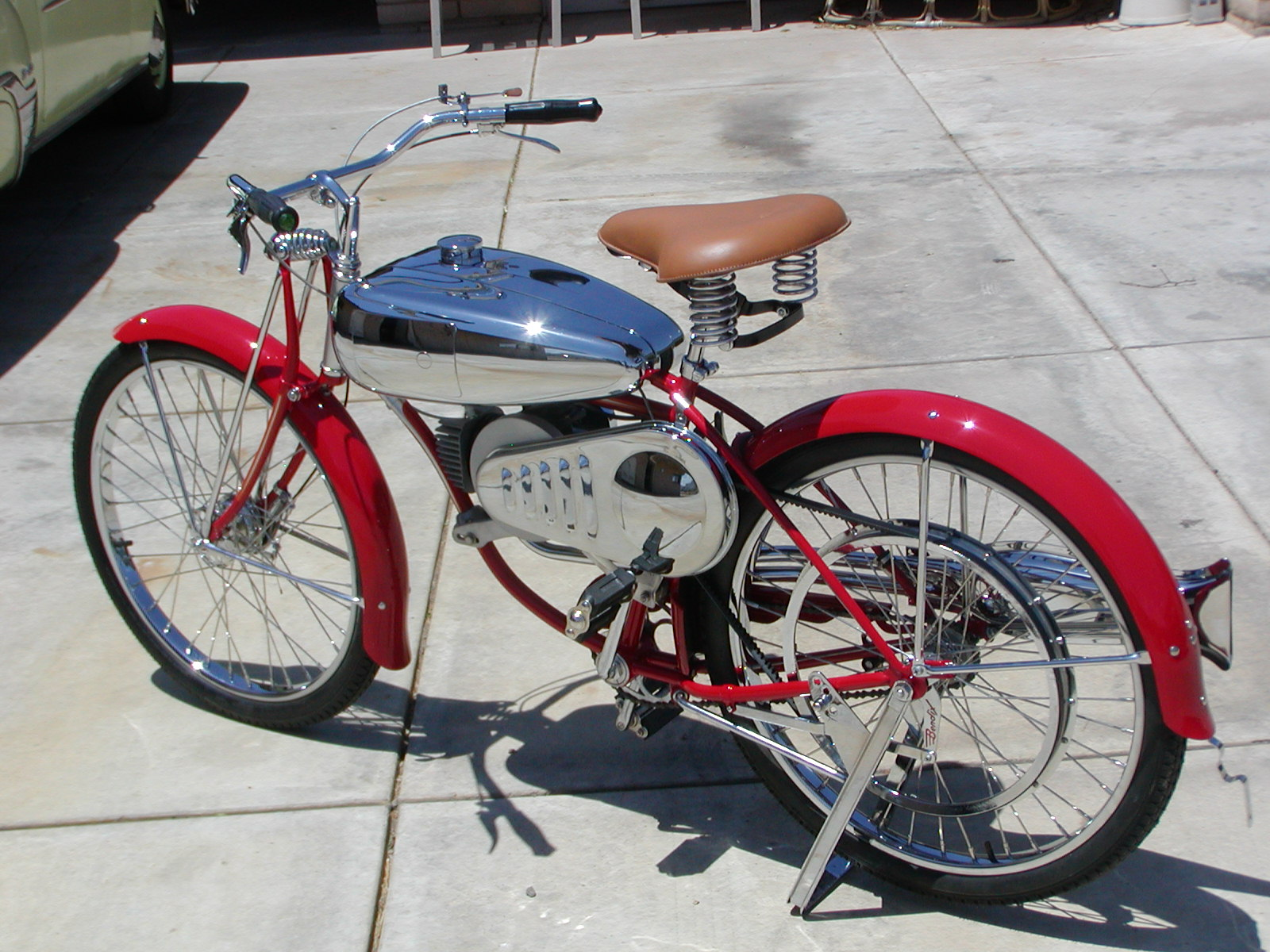

De Marman Twin was een lichte motorfiets uit de Verenigde Staten.
Eigenlijk bestond de Marman Twin uit een 110 cc tweetakt hulpmotor, een motortje dat eigenlijk uit een onbemand vliegtuigje uit de Tweede Wereldoorlog stamde, gemonteerd in een Schwinn MP97 fiets. Het was wel een bijzonder motortje, want het was een tweecilinder boxermotor, wat uniek was voor een hulpmotor. Het leverde 3½ pk, waarmee een topsnelheid van ca. 35 mph (56 km/h) mogelijk was. Er was een automatische koppeling toegepast en op het frame zat een grote, verchroomde tank. Er was ook veel chroom gebruikt op de afdekkap van de aandrijfriem en de Fishtail pipe.
Ook het bedrijf dat de Marman Twin produceerde, Marman Products Co. Inc. in Inglewood (Californië) was bijzonder: het was eigendom van Herbert Manfred "Zeppo" Marx.
De Marman Twin werd in 1947 en 1948 geproduceerd. 

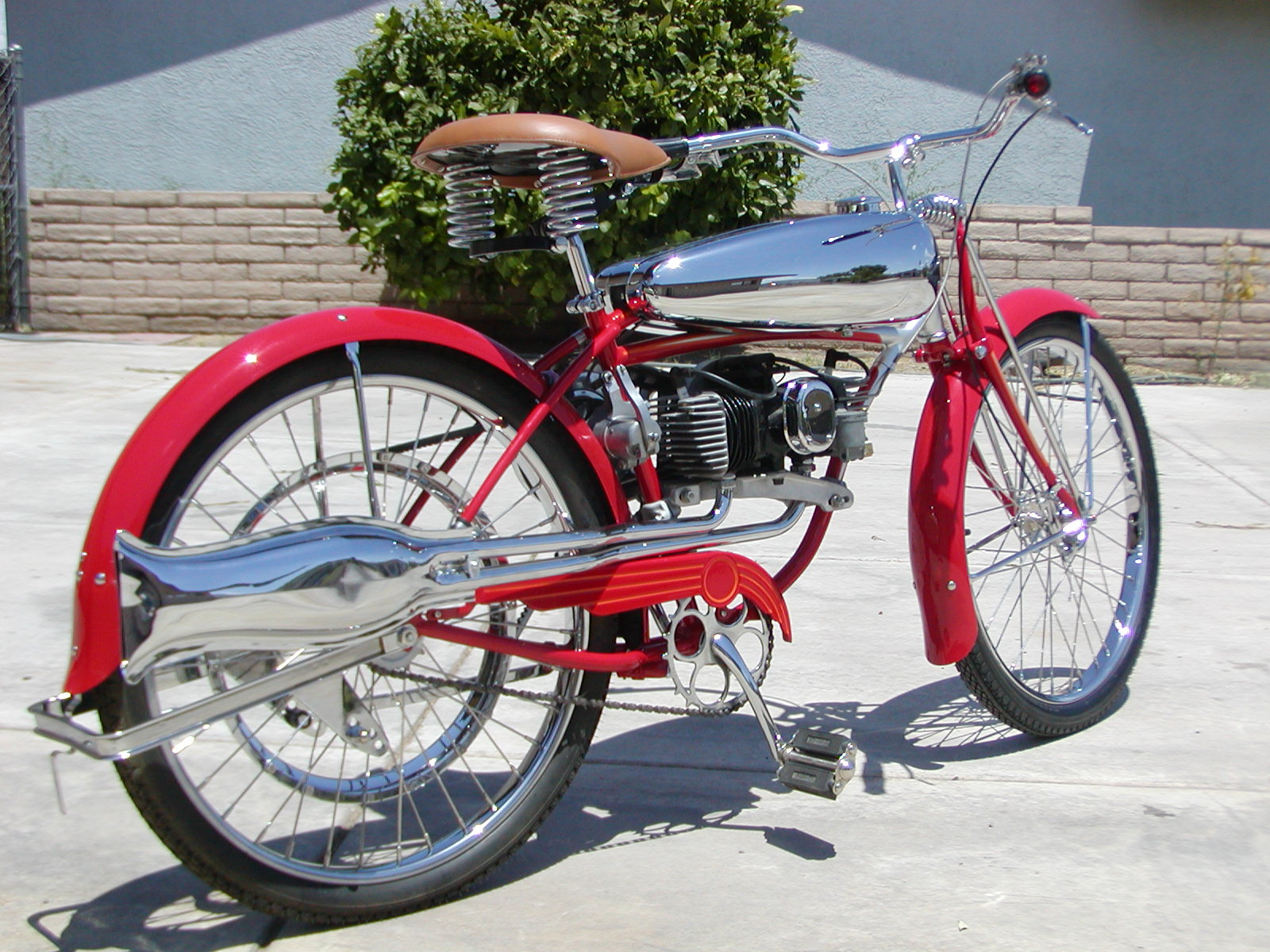